# Alison Eastwood
Alison Eastwood (ur. 22 maja 1972 w Carmel-by-the-Sea) – amerykańska aktorka, reżyser, modelka i projektantka mody.

## Życiorys
Córka amerykańskiej gwiazdy filmowej Clinta Eastwooda i jego pierwszej żony, modelki Maggie Johnson. Edukację pobierała w niedużych, prywatnych szkołach Kalifornii – katolickiej Santa Catalina School i Stevenson School. W wieku 18 lat (1990) rozpoczęła studia aktorskie na University of California w Santa Barbara, których nie ukończyła.
Alison grała początkowo w filmach jej słynnego ojca (tj. tych których producentem, reżyserem lub odtwórcą głównej roli był Clint Eastwood).
Zadebiutowała w 1980 roku w epizodycznej roli (nie wymieniona w napisach) w filmie Bronco Billy. Cztery lata później wystąpiła w kolejnym filmie swojego sławnego taty, thrillerze Lina z 1984. Następnie zaczęła pojawiać się jako modelka na wybiegach paryskich domów mody i zniknęła z ekranu. Jej zdjęcia publikowane były w amerykańskiej edycji magazynu Vogue, w lutym 2003 miała rozbieraną sesję w Playboyu. Do filmu powróciła w 1997 roku, w kolejnym obrazie swojego ojca pt. Władza absolutna. Jej następne role to pasmo drugoplanowych, mało znaczących występów w różnorodnych filmach (m.in. komedie romantyczne, thrillery).
Na szklanym ekranie zaczęła się pojawiać pod koniec od l. 90 XX w. Były to jednak epizodyczne role w przeciętnych filmach, w których zdarzało się jej jednak występować u boku takich gwiazd jak np. Kevin Spacey, Bruce Willis, Nick Nolte. Wystąpiła epizodycznie w programie Animal Intervention emitowanym przez stację „Nat Geo Wild” od 2012 roku i w 10-odcinkowym reality show pt. Chainsaw Gang wyemitowanym przez staję „Country Music Television” pod koniec 2012 roku.
W 2007 roku dramatem Więzy życia zadebiutowała jako reżyser.
Założycielka „Eastwood Ranch Foundation” – charytatywnej fundacji mającej na celu ratowanie bezdomnych zwierząt. Autorka kolekcji odzieżowej "Eastwood Ranch Apparel" propagującej cele jej charytatywnej fundacji, na którą składają się głównie z T-shirty z okolicznościowymi napisami.

## Życie prywatne
Ma starszego o 4 lata brata Kyle Eastwooda – jest on uznanym muzykiem jazzowym. Ma pięcioro przyrodniego rodzeństwa ze związków ojca, są to m.in.: Scott Eastwood – aktor i model oraz Francesca Eastwood – również aktorka i modelka.
15 marca 2013 zawarła związek małżeński z rzeźbiarzem Stacy Poitrasem, którego poznała na planie reality show Chainsaw Gang.

## Filmografia
- 1980 – Bronco Billy – dziewczynka z sierocińca
- 1984 – Lina – Amanda
- 1997 – Władza absolutna – studentka
- 1997 – Północ w ogrodzie dobra i zła – Mandy Nicholls
- 1998 – Interwencja – Amanda
- 1998 – Niewinny seks – Laura
- 1999 – Dowód zbrodni – Lynn Dombrowsky
- 1999 – Śniadanie mistrzów – Maria Maritimo
- 2000 – Bądź sobą – Samantha
- 2000 – Źródło – Sophie Weston
- 2002 – Rozwiązanie siłowe – Gabriella St. John
- 2004 – Do zobaczenia – Patricia
- 2004 – Upadły anioł – Billie
- 2007 – Długa noc – Wendy
- 2010 – Once Fallen – Kat
- 2013 – Shadow People – Sophie Lacombe
- 2018 – Przemytnik – Iris